# Ландис (Северна Каролина)
Ландис (енгл. Landis) град је у америчкој савезној држави Северна Каролина.

## Демографија
По попису из 2010. године број становника је 3.109, што је 113 (3,8%) становника више него 2000. године.
| Група             | 2000.         | 2010.         |
| Белци             | 2.589 (86,4%) | 2.721 (87,5%) |
| Афроамериканци    | 74 (2,5%)     | 101 (3,2%)    |
| Азијати           | 49 (1,6%)     | 17 (0,5%)     |
| Хиспаноамериканци | 249 (8,3%)    | 241 (7,8%)    |
| Укупно            | 2.996         | 3.109         |